# Bramey
Bramey ist der westliche Teil des Ortsteils Bramey-Lenningsen der westfälischen Gemeinde Bönen, Kreis Unna. Es ist ländlich geprägt.

## Geographie

### Lage
Bramey liegt im Süden der Gemeinde Bönen. Es bildet zusammen mit dem Nachbarort Lenningsen einen Ortsteil.

### Nachbargemeinden
Bramey grenzte im Jahr 1846 im Uhrzeigersinn im Nordwesten beginnend an die Gemeinden Altenbögge, Bönen, Lenningsen, Lünern und Werve. Alle diese Gemeinden gehörten damals zum Kreis Hamm.
| Altenbögge | Bönen                                       |            |
| Werve      | Kompassrose, die auf Nachbargemeinden zeigt | Lenningsen |
|            | Lünern                                      |            |

## Geschichte
Bramey gehörte bei der Errichtung der Ämter in der preußischen Provinz Westfalen zum Amt Rhynern im Kreis Hamm. Am 1. Januar 1847 wurden die bisher selbstständigen Orte Bramey und Lenningsen zur neuen Gemeinde Bramey-Lenningsen zusammengeschlossen.
Im Rahmen der kommunalen Neuordnung durch das Gesetz zur Neugliederung des Landkreises Unna wurden die Gemeinden Bramey-Lenningsen und Flierich (beide im Amt Rhynern) sowie die Gemeinden Altenbögge-Bönen, Nordbögge, Westerbönen und Osterbönen (alle bislang dem Amt Pelkum zugehörig) am 1. Januar 1968 zur neuen Gemeinde Bönen zusammengeschlossen.

## Verkehr
Die Landesstraße L 663 verbindet Bramey im Westen mit Heeren-Werve, Kamen, Dortmund und Castrop-Rauxel und im Osten mit Flierich und Osterflierich.